# Коронавірусна хвороба 2019 на Сінт-Естатіусі
Епідемія коронавірусної хвороби 2019 на Сінт-Естатіусі — це поширення пандемії коронавірусної хвороби 2019 на територію Сінт-Естатіуса. Перший випадок хвороби на острові зареєстровано 31 березня 2020 року. 5 травня всі виявлені до цього випадки одужали. Перша смерть від COVID-19 на острові була зареєстрована 19 січня 2022 року. Хворий помер у медичному центрі Сінт-Мартена, куди його транспортували для лікування згідно з прес-релізом уряду Сінт-Естатіуса.

## Передумови
Населення острова становить 3139 осіб. Медичний центр королеви Беатрікс, який керується фондом охорони здоров'я Сінт-Естатіуса, надає медичну допомогу на острові, проте хворих, які потребують інтенсивної терапії, потрібно доставляти на Сінт-Мартен. Тестування на COVID-19 також пересилається в лабораторію на Сінт-Мартені, проте у зв'язку з обмеженою потужністю лабораторії тести осіб, які не мають симптомів хвороби, пересилаються на Гваделупу, що займає від 3 до 5 днів.

## Хронологія

### Березень 2020 року
16 березня аеропорт та морський порт на острові були закриті для міжнародних рейсів з районів високого ризику інфікування коронавірусом, зокрема Європа та США.
До 26 березня на острові не було виявлено випадків хвороби, 7 тестувань підозр на випадки коронавірусної хвороби отримали негативний результат на коронавірус. На острові також були закриті всі школи. На той час заборонено в'їзд на територію острова з більшості країн світу.
31 березня підтверджені перші 2 випадки коронавірусної хвороби на острові. Першими хворими стали молоді чоловіки з Нідерландів, які прибули на острів 15 березня, та після прибуття знаходились на самоізоляції.

### Квітень 2020 року
1 квітня для островів БЕС було надано пакет підтримки на 13 мільйонів євро для підприємств, службовців та безробітних.
2 квітня повідомлено, що ресторани, бари, спортивні центри повинні закритись, а громадські заходи за участю понад 25 осіб заборонені.
7 квітня губернатор острова Марнікс ван Рей повідомив, що всі заклади, діяльність яких не є життєво важливою, повинні бути закриті, у супермаркетах дозволяється знаходитись одночасно до 15 осіб, включаючи працівників, і що на острові поки що не буде запроваджуватися комендантська година. Петер Глерум призначений радником з кризових ситуацій при центральному органі управління Сінт-Естатіуса.
17 квітня через Сінт-Мартен з Маастрихту було доставлено мобільне відділення інтенсивної терапії. На острові проведено 2 повторних тестування на коронавірус хворим з позитивним тестуванням, які знову виявились позитивними.
Станом на 19 квітня на острові проведено тестування на коронавірус 19 особам, а 15 осіб перебували на самоізоляції.
20 квітня надійшло незрозуміле офіційне повідомлення про те, що кількість випадків досягла 1, проте пізніше пояснено, що один з хворих одужав.
22 квітня на Сінт-Естатіус прибув напівпостійний польовий госпіталь, який буде використовуватися для хворих на COVID-19 на Бонайре, Сінт-Естатіусі та Сабі. У польовому госпіталі розгорнуто 6 ліжок інтенсивної терапії, і він мав запрацювати 15 травня.
23 квітня повідомлено, що у хворого, якого евакуювали до медичного центру Сінт-Мартена на вертольоті 21 квітня, підтверджено негативний результат тесту на коронавірус.
25 квітня повідомлено, що для покращення економічної ситуації буде встановлений нульовий фіксований тариф на електроенергію та воду, а ціна на Інтернет буде встановлена на рівні 25 доларів США з 1 травня до кінця року. Острів також отримає 150 тисяч євро продовольчої допомоги.
28 квітня губернатор острова Марнікс ван Рей повідомив, що плануються репатріаційні рейси для громадян Європи та США, які опинились на Сінт-Естатіусі. Сінт-Естатіус розпочав підготовку спільної стратегії боротьби з епідемією COVID-19 спільно з Карибською Нідерландською пожежною службою.

### Травень 2020 року
1 травня губернатор Марнікс ван Рей повідомив, що навчальні заклади будуть поетапно відкриватися з 11 травня.
5 травня всі хворі на острові одужали. На острові діє стан надзвичайна ситуації, термін дії якої закінчується 15 травня.
18 травня розпочалось поетапне відновлення нормальної роботи медичного центру королеви Беатрікс. Ще діяли низка обмежень, але вже надавалися більшість доступних видів медичної допомоги.